# Liste der denkmalgeschützten Objekte in Martin (Slowakei)
Die Liste der denkmalgeschützten Objekte in Martin enthält die 142 nach slowakischen Denkmalschutzvorschriften geschützten Objekte in der Gemeinde Martin im Okres Martin.

## Denkmäler
| Foto |                 | Denkmal / č. ÚZPF                                                      | Standort / Konskr. Nr.                                   | Offizielle Beschreibung                                  | Beschreibung                                                                                          | Metadaten                                                                             |
| ---- | --------------- | ---------------------------------------------------------------------- | -------------------------------------------------------- | -------------------------------------------------------- | --- | ------------------------------------------------------------------------------------- |
|      | Datei hochladen | Gedenkstätte mit Denkmal(sk) ObjektID: 506-3219/0                      | KG: Martin Konskr.Nr.:                                   | partizánska brigáda;delo na Hodinovke                    | für die Partisanenbrigade                                                                             | č. NKP: 506-3219/0 Stand des NKP: 2012-02-08 Name: MIESTO PAMÄTNÉ S POMNÍKOM          |
| ja   | Datei hochladen | Gedenkschule(sk) ObjektID: 506-649/1                                   | Bernolákova ul. 2 Standort KG: Martin Konskr.Nr.: 673    | chodbová,nárožná;štátna meštianka,obchodná akad          | staatlich-städtische Wirtschaftsakademie, Eckhaus                                                     | č. NKP: 506-649/1 Stand des NKP: 2012-02-08 Name: ŠKOLA PAMÄTNÁ                       |
| BW   | Datei hochladen | Gedenktafel(sk) ObjektID: 506-649/2                                    | Bernolákova ul. 2 Standort KG: Martin Konskr.Nr.: 673    | SNP, sov.voj.;sov.,franc.,čsl.partizáni                  | für den Nationalaufstand, sowjetische Soldaten, sowjetische, französische und tschechische Partisanen | č. NKP: 506-649/2 Stand des NKP: 2012-02-08 Name: TABUĽA PAMÄTNÁ                      |
| ja   | Datei hochladen | Komitatshaus(sk) ObjektID: 506-579/0                                   | Daxnerova ul. 2 Standort KG: Martin Konskr.Nr.: 665      | nárožný,solitér;Turčianska galéria,župný dom             | Eckhaus, Galerie Turčianska                                                                           | č. NKP: 506-579/0 Stand des NKP: 2012-02-08 Name: DOM ŽUPNÝ                           |
| ja   | Datei hochladen | Gedenktheater(sk) ObjektID: 506-590/1                                  | Divadelná ul. 1 Standort KG: Martin Konskr.Nr.: 651      | nárožné;Divadlo SNP,Národný dom                          | Eckhaus, Theater des Nationalaufstandes, Volkshaus                                                    | č. NKP: 506-590/1 Stand des NKP: 2012-02-08 Name: DIVADLO PAMÄTNÉ                     |
| BW   | Datei hochladen | Gedenktafel(sk) ObjektID: 506-590/2                                    | Divadelná ul. 1 Standort KG: Martin Konskr.Nr.: 651      | padlí v SNP 6                                            | für sechs Opfer des Nationalaufstandes                                                                | č. NKP: 506-590/2 Stand des NKP: 2012-02-08 Name: TABUĽA PAMÄTNÁ                      |
| BW   | Datei hochladen | Gedenkbürgerhaus(sk) ObjektID: 506-2101/0                              | Divadelná ul. 11 Standort KG: Martin Konskr.Nr.: 659     | solitér,Tajovský J.G;1875-1940,spisovateľ                | für Jozef Gregor Tajovský, Schriftsteller                                                             | č. NKP: 506-2101/0 Stand des NKP: 2012-02-08 Name: DOM MEŠTIANSKY PAMÄTNÝ             |
| ja   | Datei hochladen | Gedenkbürgerhaus(sk) ObjektID: 506-2102/0                              | Divadelná ul. 23 Standort KG: Martin Konskr.Nr.: 663     | prejazdový;Beňuškovský dom                               | Der erste Sitz von Matica slovenská, Passage, Haus Beňuškov                                           | č. NKP: 506-2102/0 Stand des NKP: 2012-02-08 Name: DOM MEŠTIANSKY PAMÄTNÝ             |
| BW   | Datei hochladen | Gedenkhaus(sk) ObjektID: 506-2100/1                                    | Divadelná ul. 7 Standort KG: Martin Konskr.Nr.: 657      | Krčméry Štefan;1892-1955,lit.hist.,tajomníkMS            | für den Literaturkritiker und Historikers Štefan Krčméry                                              | č. NKP: 506-2100/1 Stand des NKP: 2012-02-08 Name: DOM PAMÄTNÝ                        |
| ja   | Datei hochladen | Gedenktafel mit Relief(sk) ObjektID: 506-2100/2                        | Divadelná ul. 7 Standort KG: Martin Konskr.Nr.: 657      | Krčméry Štefan;1892-1955,lit.hist.                       | für den Literaturkritiker, Historiker Štefan Krčméry                                                  | č. NKP: 506-2100/2 Stand des NKP: 2012-02-08 Name: TABUĽA PAMÄTNÁ S RELIÉFOM          |
| BW   | Datei hochladen | Gedenkvilla(sk) ObjektID: 506-2103/0                                   | Hviezdoslavova ul. 5 Standort KG: Martin Konskr.Nr.: 74  | solitér,Hronský J.C;1896-1960,spisovateľ                 | für den Schriftsteller und Lehrer Jozef Cíger-Hronský                                                 | č. NKP: 506-2103/0 Stand des NKP: 2012-02-08 Name: VILA PAMÄTNÁ                       |
| BW   | Datei hochladen | Bundeshaus(sk) ObjektID: 506-592/0                                     | Hviezdoslavova ul. 21 Standort KG: Martin Konskr.Nr.: 85 | chodbový,nárožný;Sociálny dom,Živena                     | Eckhaus, Gemeindehaus                                                                                 | č. NKP: 506-592/0 Stand des NKP: 2012-02-08 Name: DOM SPOLKOVÝ                        |
| ja   | Datei hochladen | Museum(sk) ObjektID: 506-576/0                                         | Kmeťa A. ul. 2 Standort KG: Martin Konskr.Nr.: 574       | nárožný;Múzeum Andreja Kmeťa                             | Eckhaus, Andrej Kmeť-Museum                                                                           | č. NKP: 506-576/0 Stand des NKP: 2012-02-08 Name: MÚZEUM                              |
| ja   | Datei hochladen | Verwaltungsgebäude(sk) ObjektID: 506-588/0                             | Kmeťa A. ul. 4 Standort KG: Martin Konskr.Nr.: 577       | chodbová,nárožná;Advokátska komora                       | Eckhaus, Anwaltskammer                                                                                | č. NKP: 506-588/0 Stand des NKP: 2012-02-08 Name: BUDOVA ADMINISTRATÍVNA              |
| ja   | Datei hochladen | Familiengedenkhaus(sk) ObjektID: 506-578/0                             | Kuzmányho ul. 34 Standort KG: Martin Konskr.Nr.: 524     | solitér,Benka M.;Ateliér Martina Benku                   | Museum Martina Benku                                                                                  | č. NKP: 506-578/0 Stand des NKP: 2012-02-08 Name: DOM RODINNÝ PAMÄTNÝ                 |
| ja   | Datei hochladen | Mietshaus 1(sk) ObjektID: 506-593/1                                    | Kuzmányho ul. 35 Standort KG: Martin Konskr.Nr.: 544     | schodiskový,solitér                                      | mit Treppenhaus                                                                                       | č. NKP: 506-593/1 Stand des NKP: 2012-02-08 Name: DOM BYTOVÝ I.                       |
| ja   | Datei hochladen | Verwaltungsgebäude(sk) ObjektID: 506-587/0                             | Kuzmányho ul. 36 Standort KG: Martin Konskr.Nr.: 525     | solitér;Hasičský dom                                     | Feuerwehrhaus                                                                                         | č. NKP: 506-587/0 Stand des NKP: 2012-02-08 Name: BUDOVA ADMINISTRATÍVNA              |
| BW   | Datei hochladen | Mietshaus 2(sk) ObjektID: 506-593/2                                    | Kuzmányho ul. 37 Standort KG: Martin Konskr.Nr.: 545     | schodiskový,solitér                                      | mit Treppenhaus                                                                                       | č. NKP: 506-593/2 Stand des NKP: 2012-02-08 Name: DOM BYTOVÝ II.                      |
| BW   | Datei hochladen | Museum(sk) ObjektID: 506-572/1                                         | Malá Hora 2 Standort KG: Martin Konskr.Nr.: 4064         | solitér;2.budova Slov.národ.múzea                        | Slowakisches Nationalmuseum                                                                           | č. NKP: 506-572/1 Stand des NKP: 2012-02-08 Name: MÚZEUM                              |
| BW   | Datei hochladen | Garten(sk) ObjektID: 506-572/2                                         | Malá Hora 0 Standort KG: Martin Konskr.Nr.: 4064         | botanická;muzeálna záhrada,botanická záh                 | Museumsgarten                                                                                         | č. NKP: 506-572/2 Stand des NKP: 2012-02-08 Name: ZÁHRADA                             |
| BW   | Datei hochladen | Stiegenhaus und Terrasse(sk) ObjektID: 506-572/5                       | Malá Hora 2 Standort KG: Martin Konskr.Nr.: 4064         | prístupové schodisko+terasy                              | | č. NKP: 506-572/5 Stand des NKP: 2012-02-08 Name: SCHODISKO PRÍSTUPOVÉ S TERASAMI     |
| BW   | Datei hochladen | Gymnasium(sk) ObjektID: 506-11209/0                                    | Malá Hora 3 Standort KG: Martin Konskr.Nr.: 4065         | Gymnázium V.Paulínyho-Tótha                              | Gymnasium V.Paulínyho-Tótha                                                                           | č. NKP: 506-11209/0 Stand des NKP: 2012-02-08 Name: GYMNÁZIUM                         |
| BW   | Datei hochladen | Gedenkschule(sk) ObjektID: 506-599/1                                   | Malá hora 5 Standort KG: Martin Konskr.Nr.: 4067         | chodbová,solitér;Štefánikov ústav                        | Stefanik-Institut                                                                                     | č. NKP: 506-599/1 Stand des NKP: 2012-02-08 Name: ŠKOLA PAMÄTNÁ                       |
| BW   | Datei hochladen | Gedenktafel(sk) ObjektID: 506-599/2                                    | Malá hora 5 Standort KG: Martin Konskr.Nr.: 4067         | SNP;1944- čsl.taktic.skup.Ďumbier                        | für den Nationalaufstand                                                                              | č. NKP: 506-599/2 Stand des NKP: 2012-02-08 Name: TABUĽA PAMÄTNÁ                      |
| ja   | Datei hochladen | Statuengruppe(sk) ObjektID: 506-599/3                                  | Malá hora 5 Standort KG: Martin Konskr.Nr.: 4067         | 2 ženy;2 ženy v jednoduchom oblečení                     | 2 Frauen in Zivil                                                                                     | č. NKP: 506-599/3 Stand des NKP: 2012-02-08 Name: SÚSOŠIE-VSA                         |
| ja   | Datei hochladen | Statuengruppe(sk) ObjektID: 506-599/4                                  | Malá hora 5 Standort KG: Martin Konskr.Nr.: 4067         | žena s dievčatkom;žena s dievčatkom                      | Frau mit kleinem Mädchen                                                                              | č. NKP: 506-599/4 Stand des NKP: 2012-02-08 Name: SÚSOŠIE-VSA                         |
|      | Datei hochladen | Garten(sk) ObjektID: 506-599/5                                         | Malá hora KG: Martin Konskr.Nr.:                         |                                                          | | č. NKP: 506-599/5 Stand des NKP: 2012-02-08 Name: ZÁHRADA                             |
|      | Datei hochladen | Befestigung und Tor(sk) ObjektID: 506-599/6                            | Malá hora 5 KG: Martin Konskr.Nr.: 4067                  | oplotenie s bránami a sochami                            | Befestigung mit Tor und Statuen                                                                       | č. NKP: 506-599/6 Stand des NKP: 2012-02-08 Name: OPLOTENIE S BRÁNAMI                 |
|      | Datei hochladen | Denkmal mit Büste(sk) ObjektID: 506-599/7                              | Malá hora 5 KG: Martin Konskr.Nr.: 4067                  | Masaryk T.G.;1850-1937 politik,filozof                   | für Tomáš Garrigue Masaryk, Politiker, Philosoph                                                      | č. NKP: 506-599/7 Stand des NKP: 2012-02-08 Name: POMNÍK S BUSTOU                     |
|      | Datei hochladen | Denkmal mit Büste(sk) ObjektID: 506-599/8                              | Malá hora 5 KG: Martin Konskr.Nr.: 4067                  | Štefánik M.R.;1880-1919 politik,astronóm,gen             | für Milan Rastislav Štefánik, Politiker, Soldat                                                       | č. NKP: 506-599/8 Stand des NKP: 2012-02-08 Name: POMNÍK S BUSTOU                     |
|      | Datei hochladen | Statuengruppe(sk) ObjektID: 506-599/9                                  | Malá hora 5 KG: Martin Konskr.Nr.: 4067                  | žena s dieťaťom;žena s dieťaťom v náručí                 | Frau mit Kind in ihren Armen                                                                          | č. NKP: 506-599/9 Stand des NKP: 2012-02-08 Name: SÚSOŠIE-VSA                         |
|      | Datei hochladen | Statuengruppe(sk) ObjektID: 506-599/10                                 | Malá hora 5 KG: Martin Konskr.Nr.: 4067                  | žena s dieťaťom;žena s dieťaťom v náručí                 | Frau mit Kind in ihren Armen                                                                          | č. NKP: 506-599/10 Stand des NKP: 2012-02-08 Name: SÚSOŠIE-VSA                        |
| ja   | Datei hochladen | Gedenkbereich(sk) ObjektID: 506-651/1                                  | Memorandové nám. KG: Martin Konskr.Nr.:                  | memorandové zhromaždenie;pod lipami                      | Memorandum von 1861, unter den Linden                                                                 | č. NKP: 506-651/1 Stand des NKP: 2012-02-08 Name: PRIESTOR PAMÄTNÝ                    |
| ja   | Datei hochladen | Gedenktafel mit Relief(sk) ObjektID: 506-651/2                         | Memorandové nám. KG: Martin Konskr.Nr.:                  | memorandové zhromaždenie;memorandové zhromaždenie 1861   | Memorandum von 1861                                                                                   | č. NKP: 506-651/2 Stand des NKP: 2012-02-08 Name: TABUĽA PAMÄTNÁ S RELIÉFOM           |
| ja   | Datei hochladen | Gedenkgymnasium(sk) ObjektID: 506-575/1                                | Memorandové nám. 15 Standort KG: Martin Konskr.Nr.: 4186 | ev.a.v.,matičné;1.nižšie ev.a.v. gymnázium               | 1. evangelische Mutterschule                                                                          | č. NKP: 506-575/1 Stand des NKP: 2012-02-08 Name: GYMNÁZIUM PAMÄTNÉ                   |
| ja   | Datei hochladen | Gedenktafel(sk) ObjektID: 506-575/2                                    | Memorandové nám. 15 Standort KG: Martin Konskr.Nr.: 4186 | matičné gymnázium                                        | Mutterschule                                                                                          | č. NKP: 506-575/2 Stand des NKP: 2012-02-08 Name: TABUĽA PAMÄTNÁ                      |
| ja   | Datei hochladen | Kirche(sk) ObjektID: 506-569/0                                         | Memorandové nám. 16 Standort KG: Martin Konskr.Nr.: 1005 | ev.a.v.;tolerančný evanjelický kostol                    | evangelische Toleranzkirche                                                                           | č. NKP: 506-569/0 Stand des NKP: 2012-02-08 Name: KOSTOL                              |
| BW   | Datei hochladen | Gedenkbürgerhaus(sk) ObjektID: 506-2583/0                              | Moyzesova ul. 11 Standort KG: Martin Konskr.Nr.: 620     | Horák J.,Horáková Anna;Centrum českej kultúry            | für Jozef Horák, Anna Horáková, Zentrum der tschechischen Kultur                                      | č. NKP: 506-2583/0 Stand des NKP: 2012-02-08 Name: DOM MEŠTIANSKY PAMÄTNÝ             |
| ja   | Datei hochladen | Verwaltungsgebäude(sk) Matica slovenská ObjektID: 506-574/1            | Mudroňova ul. 1 Standort KG: Martin Konskr.Nr.: 507      | Matica slovenská;Matica slovenská                        | Matica slovenská                                                                                      | č. NKP: 506-574/1 Stand des NKP: 2012-02-08 Name: BUDOVA ADMINISTRATÍVNA PAM.         |
| ja   | Datei hochladen | Gedenktafel(sk) ObjektID: 506-574/2                                    | Mudroňova ul. 1 KG: Martin Konskr.Nr.: 507               | padlí v SNP 48;48 umučeným účastníkom SNP                | für 48 ermordete Teilnehmer des Nationalaufstandes                                                    | č. NKP: 506-574/2 Stand des NKP: 2012-02-08 Name: TABUĽA PAMÄTNÁ                      |
|      | Datei hochladen | Garten(sk) ObjektID: 506-574/3                                         | Mudroňova ul. KG: Martin Konskr.Nr.:                     |                                                          | | č. NKP: 506-574/3 Stand des NKP: 2012-02-08 Name: ZÁHRADA                             |
|      | Datei hochladen | Umzäunung(sk) ObjektID: 506-574/4                                      | Mudroňova ul. KG: Martin Konskr.Nr.:                     |                                                          | | č. NKP: 506-574/4 Stand des NKP: 2012-02-08 Name: OPLOTENIE                           |
| BW   | Datei hochladen | Mietshaus(sk) ObjektID: 506-593/3                                      | Novákova ul. 24 Standort KG: Martin Konskr.Nr.: 572      | schodiskový,solitér                                      | mit Treppenhaus                                                                                       | č. NKP: 506-593/3 Stand des NKP: 2012-02-08 Name: DOM BYTOVÝ III.                     |
| ja   | Datei hochladen | Gedenkfriedhof(sk) Nationalfriedhof Martin ObjektID: 506-2108/1        | Sklabinská cesta Standort KG: Martin Konskr.Nr.:         | národný;Národný cintorín                                 | Nationalfriedhof                                                                                      | č. NKP: 506-2108/1 Stand des NKP: 2012-02-08 Name: CINTORÍN PAMÄTNÝ                   |
| ja   | Datei hochladen | Park(sk) ObjektID: 506-2108/2                                          | Sklabinská cesta KG: Martin Konskr.Nr.:                  |                                                          | | č. NKP: 506-2108/2 Stand des NKP: 2012-02-08 Name: PARK                               |
| ja   | Datei hochladen | Grab und Grabstein(sk) ObjektID: 506-2108/3                            | Sklabinská cesta KG: Martin Konskr.Nr.:                  | Barč-Ivan Július;1909-1953,spisovateľ                    | des Dramatikers Július Barč-Ivan                                                                      | č. NKP: 506-2108/3 Stand des NKP: 2012-02-08 Name: HROB S NÁHROBKOM                   |
| ja   | Datei hochladen | Grab und Grabstein(sk) ObjektID: 506-2108/4                            | Sklabinská cesta KG: Martin Konskr.Nr.:                  | Benka Martin;1888-1971,maliar                            | des Martin Benka, Maler                                                                               | č. NKP: 506-2108/4 Stand des NKP: 2012-02-08 Name: HROB S NÁHROBKOM                   |
|      | Datei hochladen | Grabstein mit Gitterkreuz(sk) ObjektID: 506-2108/5                     | Sklabinská cesta KG: Martin Konskr.Nr.:                  | mramor,umelý kameň,železo;Bouvrie Flore Therese Adelaide | der Flore Therese Adelaide Bouvrie                                                                    | č. NKP: 506-2108/5 Stand des NKP: 2012-02-08 Name: NÁHROBOK S KRÍŽOM A MREŽOU         |
| ja   | Datei hochladen | Grab mit Grabstein(sk) ObjektID: 506-2108/6                            | Sklabinská cesta KG: Martin Konskr.Nr.:                  | Bulla Blažej;1852-1919,architekt,národovec               | des Blažej Bulla, Architekt, Nationalist                                                              | č. NKP: 506-2108/6 Stand des NKP: 2012-02-08 Name: HROB S NÁHROBNÍKOM                 |
|      | Datei hochladen | Grabstein mit Kreuz(sk) ObjektID: 506-2108/7                           | Sklabinská cesta KG: Martin Konskr.Nr.:                  | pieskovec,mramor,vápenec;Čajdová Oľga Ľudmila            | der Oľga Ľudmila Čajdová                                                                              | č. NKP: 506-2108/7 Stand des NKP: 2012-02-08 Name: NÁHROBOK S KRÍŽOM                  |
| ja   | Datei hochladen | Grab mit Grabstein(sk) ObjektID: 506-2108/8                            | Sklabinská cesta KG: Martin Konskr.Nr.:                  | Daxner Štefan Marko;1822-1892,právnik,osvet.prac.        | des Politikers und Schriftstellers Štefan Marko Daxner                                                | č. NKP: 506-2108/8 Stand des NKP: 2012-02-08 Name: HROB S NÁHROBNÍKOM                 |
| ja   | Datei hochladen | Grab mit Grabdenkmal(sk) ObjektID: 506-2108/9                          | Sklabinská cesta KG: Martin Konskr.Nr.:                  | Duchajová-Švehlová Žela;1880-1955,maliarka               | der Žela Duchajová-Švehlová, Malerin                                                                  | č. NKP: 506-2108/9 Stand des NKP: 2012-02-08 Name: HROB S NÁHROBKOM                   |
| ja   | Datei hochladen | Grab mit Grabstein(sk) ObjektID: 506-2108/10                           | Sklabinská cesta KG: Martin Konskr.Nr.:                  | Dula Matúš;1846-1926,politik,publicista                  | des Politikers und Publizisten Matúš Dula                                                             | č. NKP: 506-2108/10 Stand des NKP: 2012-02-08 Name: HROB S NÁHROBKOM                  |
| ja   | Datei hochladen | Grab mit Grabstein(sk) ObjektID: 506-2108/11                           | Sklabinská cesta KG: Martin Konskr.Nr.:                  | Francisci-Rimavský Ján;1822-1905,politik,spisovateľ      | des Ján Francisci-Rimavský, Politiker, Schriftsteller                                                 | č. NKP: 506-2108/11 Stand des NKP: 2012-02-08 Name: HROB S NÁHROBNÍKOM                |
|      | Datei hochladen | Grabstein mit Relief(sk) ObjektID: 506-2108/12                         | Sklabinská cesta KG: Martin Konskr.Nr.:                  | marmor;Galanda Carolus                                   | des Carolus Galanda                                                                                   | č. NKP: 506-2108/12 Stand des NKP: 2012-02-08 Name: NÁHROBNÍK S RELIÉFOM              |
|      | Datei hochladen | Grab mit Grabstein(sk) ObjektID: 506-2108/13                           | Sklabinská cesta KG: Martin Konskr.Nr.:                  | Galanda Mikuláš;1895-1938,maliar                         | des Malers Mikuláš Galanda                                                                            | č. NKP: 506-2108/13 Stand des NKP: 2012-02-08 Name: HROB S NÁHROBKOM                  |
|      | Datei hochladen | Grab mit Grabstein(sk) ObjektID: 506-2108/14                           | Sklabinská cesta KG: Martin Konskr.Nr.:                  | Geryk Ján;1892-1978,etnograf,múzejník                    | des Ethnografen Ján Geryk                                                                             | č. NKP: 506-2108/14 Stand des NKP: 2012-02-08 Name: HROB S NÁHROBKOM                  |
|      | Datei hochladen | Grab und Grabstein(sk) ObjektID: 506-2108/15                           | Sklabinská cesta KG: Martin Konskr.Nr.:                  | Goldpergerová Emma;1853-1917,etnograf.,múzejníčka        | der Ethnografin Emma Goldpergerová                                                                    | č. NKP: 506-2108/15 Stand des NKP: 2012-02-08 Name: HROB S NÁHROBKOM                  |
| ja   | Datei hochladen | Grab und Grabstein(sk) ObjektID: 506-2108/16                           | Sklabinská cesta KG: Martin Konskr.Nr.:                  | Haľamová Maša;1908-1995,poetka                           | der Dichterin Maša Haľamová                                                                           | č. NKP: 506-2108/16 Stand des NKP: 2012-02-08 Name: HROB S NÁHROBKOM                  |
| ja   | Datei hochladen | Grab und Grabstein(sk) ObjektID: 506-2108/17                           | Sklabinská cesta KG: Martin Konskr.Nr.:                  | Halaša Andrej;1852-1913,divadelník,národovec             | des Andrej Halaša, Theaterschauspieler, Nationalist                                                   | č. NKP: 506-2108/17 Stand des NKP: 2012-02-08 Name: HROB S NÁHROBNÍK                  |
| ja   | Datei hochladen | Grab mit Grabstein(sk) ObjektID: 506-2108/18                           | Sklabinská cesta KG: Martin Konskr.Nr.:                  | Halaša Pavol MUDr.;1885-1969,bibliograf,publicist        | des Bibliographen und Publizisten Paul Halaša                                                         | č. NKP: 506-2108/18 Stand des NKP: 2012-02-08 Name: HROB S NÁHROBNÍKOM                |
| ja   | Datei hochladen | Grab und Grabstein(sk) ObjektID: 506-2108/19                           | Sklabinská cesta KG: Martin Konskr.Nr.:                  | Hečko František;1905-1960,spisovateľ                     | des Schriftstellers František Hečko                                                                   | č. NKP: 506-2108/19 Stand des NKP: 2012-02-08 Name: HROB S NÁHROBKOM                  |
|      | Datei hochladen | Grab mit Grabstein(sk) ObjektID: 506-2108/20                           | Sklabinská cesta KG: Martin Konskr.Nr.:                  | Hejná Naďa;1906-1994,herečka                             | des Schauspielers Naďa Hejná                                                                          | č. NKP: 506-2108/20 Stand des NKP: 2012-02-08 Name: HROB S NÁHROBNÍKOM                |
|      | Datei hochladen | Grab und Grabstein(sk) ObjektID: 506-2108/21                           | Sklabinská cesta KG: Martin Konskr.Nr.:                  | Hurbanová-Jurkovičová Anna;1824-1905,divadelníčka        | der Theaterschauspielerin Anna Hurbanová-Jurkovičová, Mutter von Jozef Miloslav Hurban                | č. NKP: 506-2108/21 Stand des NKP: 2012-02-08 Name: HROB S NÁHROBKOM                  |
| ja   | Datei hochladen | Grab und Grabstein(sk) ObjektID: 506-2108/22                           | Sklabinská cesta KG: Martin Konskr.Nr.:                  | Jesenský Janko;1874-1945,spisovateľ                      | des Schriftstellers Janko Jesenský                                                                    | č. NKP: 506-2108/22 Stand des NKP: 2012-02-08 Name: HROB S NÁHROBKOM                  |
| ja   | Datei hochladen | Grab mit Grabstein(sk) ObjektID: 506-2108/23                           | Sklabinská cesta KG: Martin Konskr.Nr.:                  | Kalinčiak Ján;1822-1871,spisovateľ,národovec             | des Schriftstellers Ján Kalinčiak                                                                     | č. NKP: 506-2108/23 Stand des NKP: 2012-02-08 Name: HROB S NÁHROBNÍKOM                |
| ja   | Datei hochladen | Grab und Grabstein(sk) ObjektID: 506-2108/24                           | Sklabinská cesta KG: Martin Konskr.Nr.:                  | Kmeť Andrej;1841-1908,prírodovedec,kňaz                  | des Priesters Andrej Kmeť                                                                             | č. NKP: 506-2108/24 Stand des NKP: 2012-02-08 Name: HROB S NÁHROBKOM                  |
|      | Datei hochladen | Grab und Grabstein(sk) ObjektID: 506-2108/25                           | Sklabinská cesta KG: Martin Konskr.Nr.:                  | Kohút Jozef;1838-1915,advokát,hasič                      | des Juristen Jozef Kohút, Rechtsanwalt, Feuerwehrmann                                                 | č. NKP: 506-2108/25 Stand des NKP: 2012-02-08 Name: HROB S NÁHROBKOM                  |
| ja   | Datei hochladen | Grab mit Grabstein(sk) ObjektID: 506-2108/26                           | Sklabinská cesta KG: Martin Konskr.Nr.:                  | Kráľ Janko;1822-1876,spisovateľ,revoluci.                | des Janko Kráľ, Schriftsteller, Revolutionär                                                          | č. NKP: 506-2108/26 Stand des NKP: 2012-02-08 Name: HROB S NÁHROBKOM                  |
| ja   | Datei hochladen | Grab mit Grabstein(sk) ObjektID: 506-2108/27                           | Sklabinská cesta KG: Martin Konskr.Nr.:                  | Krčméry Štefan;1892-1955,básnik,lit.vedec                | des Štefan Krčméry, Dichter                                                                           | č. NKP: 506-2108/27 Stand des NKP: 2012-02-08 Name: HROB S NÁHROBKOM                  |
|      | Datei hochladen | Grab mit Grabstein(sk) ObjektID: 506-2108/28                           | Sklabinská cesta KG: Martin Konskr.Nr.:                  | Križko Bohuslav;1864-1938,banský ing.vynálezca           | des Bohuslav Križko, Bergbauingenieur, Erfinder                                                       | č. NKP: 506-2108/28 Stand des NKP: 2012-02-08 Name: HROB S NÁHROBKOM                  |
| ja   | Datei hochladen | Grab mit Grabstein(sk) ObjektID: 506-2108/29                           | Sklabinská cesta KG: Martin Konskr.Nr.:                  | Kukučín Martin;1860-1928,spisovateľ,lekár                | des Dichters Martin Kukučín                                                                           | č. NKP: 506-2108/29 Stand des NKP: 2012-02-08 Name: HROB S NÁHROBKOM                  |
| ja   | Datei hochladen | Grabmal(sk) ObjektID: 506-2108/30                                      | Sklabinská cesta KG: Martin Konskr.Nr.:                  | Kuzmány Karol;1806-1866,spis.,cirkev.hodnos.             | des Schriftstellers Karol Kuzmány (1806-1866)                                                         | č. NKP: 506-2108/30 Stand des NKP: 2012-02-08 Name: HROBKA                            |
|      | Datei hochladen | Grabstein mit Vase(sk) ObjektID: 506-2108/31                           | Sklabinská cesta KG: Martin Konskr.Nr.:                  | pieskovec;Lilge Samuel a Lilgová Anna                    | der Anna Lilgová und des Samuel Lilge                                                                 | č. NKP: 506-2108/31 Stand des NKP: 2012-02-08 Name: NÁHROBNÍK S VÁZOU                 |
|      | Datei hochladen | Grab mit Grabstein(sk) ObjektID: 506-2108/32                           | Sklabinská cesta KG: Martin Konskr.Nr.:                  | Meličková Hana;1900-1978,herečka                         | der Hana Meličková, Schauspielerin                                                                    | č. NKP: 506-2108/32 Stand des NKP: 2012-02-08 Name: HROB S NÁHROBNÍKOM                |
| ja   | Datei hochladen | Grab mit Grabstein(sk) ObjektID: 506-2108/33                           | Sklabinská cesta KG: Martin Konskr.Nr.:                  | Mitrovský Milan Thomka;1875-1943,maliar,spisovateľ       | des Malers und Schriftstellers Milan Thomka Mitrovský                                                 | č. NKP: 506-2108/33 Stand des NKP: 2012-02-08 Name: HROB S NÁHROBNÍKOM                |
|      | Datei hochladen | Grab mit Grabstein(sk) ObjektID: 506-2108/34                           | Sklabinská cesta KG: Martin Konskr.Nr.:                  | Mudroň Michal JUDr.;1835-1887,advokát,národovec          | des Michal Mudroň, Anwalt, Nationalist                                                                | č. NKP: 506-2108/34 Stand des NKP: 2012-02-08 Name: HROB S NÁHROBNÍKOM                |
| ja   | Datei hochladen | Grab mit Grabstein(sk) ObjektID: 506-2108/35                           | Sklabinská cesta KG: Martin Konskr.Nr.:                  | Mudroň Pavol JUDr.;1835-1914,advokát,národovec           | des Pavol Mudroň, Anwalt, Nationalist                                                                 | č. NKP: 506-2108/35 Stand des NKP: 2012-02-08 Name: HROB S NÁHROBNÍKOM                |
| ja   | Datei hochladen | Grab mit Grabstein(sk) ObjektID: 506-2108/36                           | Sklabinská cesta KG: Martin Konskr.Nr.:                  | Palkovič Ján;1892-1931,architekt                         | des Ján Palkovič, Architekt                                                                           | č. NKP: 506-2108/36 Stand des NKP: 2012-02-08 Name: HROB S NÁHROBKOM                  |
| ja   | Datei hochladen | Grab mit Grabstein(sk) ObjektID: 506-2108/37                           | Sklabinská cesta KG: Martin Konskr.Nr.:                  | Paulíny-Tóth Viliam;1826-1877,spisovateľ,politik         | des Viliam Paulíny-Tóth, Schriftsteller, Politiker                                                    | č. NKP: 506-2108/37 Stand des NKP: 2012-02-08 Name: HROB S NÁHROBNÍKOM                |
|      | Datei hochladen | Grab mit Grabstein(sk) ObjektID: 506-2108/38                           | Sklabinská cesta KG: Martin Konskr.Nr.:                  | Petrikovich Ján MUDr.;1846-1914,lekár,múzejník           | des Ján Petrikovich, Arzt, Museologe                                                                  | č. NKP: 506-2108/38 Stand des NKP: 2012-02-08 Name: HROB S NÁHROBKOM                  |
|      | Datei hochladen | Grabstein(sk) ObjektID: 506-2108/39                                    | Sklabinská cesta KG: Martin Konskr.Nr.:                  | pieskovec,žula;Petrikovich Samuel                        | des Samuel Petrikovich                                                                                | č. NKP: 506-2108/39 Stand des NKP: 2012-02-08 Name: NÁHROBNÍK                         |
|      | Datei hochladen | Grabstein mit Statue(sk) ObjektID: 506-2108/40                         | Sklabinská cesta KG: Martin Konskr.Nr.:                  | zlepenec;Pivková Olinka                                  | der Olinka Pivková                                                                                    | č. NKP: 506-2108/40 Stand des NKP: 2012-02-08 Name: NÁHROBNÍK SO SOCHOU               |
| ja   | Datei hochladen | Grab mit Grabstein(sk) ObjektID: 506-2108/41                           | Sklabinská cesta KG: Martin Konskr.Nr.:                  | Plicka Karol;1894-1987,fotograf,folklorista              | des Karol Plicka, Fotograf, Folklorist                                                                | č. NKP: 506-2108/41 Stand des NKP: 2012-02-08 Name: HROB S NÁHROBKOM                  |
|      | Datei hochladen | Grabstein mit Relief(sk) ObjektID: 506-2108/42                         | Sklabinská cesta KG: Martin Konskr.Nr.:                  | mramor;POLJAK Jozef a Katarína                           | des Paares Jozef und Katarína Poljak                                                                  | č. NKP: 506-2108/42 Stand des NKP: 2012-02-08 Name: NÁHROBNÍK S RELIÉFOM              |
|      | Datei hochladen | Grabstein mit Relief(sk) ObjektID: 506-2108/43                         | Sklabinská cesta KG: Martin Konskr.Nr.:                  | žula,mramor;Prokšová Marta                               | der Marta Prokšová                                                                                    | č. NKP: 506-2108/43 Stand des NKP: 2012-02-08 Name: NÁHROBNÍK S RELIÉFOM              |
| ja   | Datei hochladen | Grab mit Grabstein(sk) ObjektID: 506-2108/44                           | Sklabinská cesta KG: Martin Konskr.Nr.:                  | Roy Vladimír;1885-1936,básnik                            | des Vladimír Roy, Dichter                                                                             | č. NKP: 506-2108/44 Stand des NKP: 2012-02-08 Name: HROB S NÁHROBKOM                  |
| ja   | Datei hochladen | Grab mit Grabstein(sk) ObjektID: 506-2108/45                           | Sklabinská cesta KG: Martin Konskr.Nr.:                  | Ruttkay-Nedecký Viliam;1892-1967,maliar                  | des Viliam Ruttkay-Nedecký, Maler                                                                     | č. NKP: 506-2108/45 Stand des NKP: 2012-02-08 Name: HROB S NÁHROBKOM                  |
| ja   | Datei hochladen | Grab mit Grabstein(sk) ObjektID: 506-2108/46                           | Sklabinská cesta KG: Martin Konskr.Nr.:                  | Schmidt Miloslav;1881-1934,hasič                         | des Miloslav Schmidt, Feuerwehrmann                                                                   | č. NKP: 506-2108/46 Stand des NKP: 2012-02-08 Name: HROB S NÁHROBNÍKOM                |
|      | Datei hochladen | Grab mit Grabstein(sk) ObjektID: 506-2108/47                           | Sklabinská cesta KG: Martin Konskr.Nr.:                  | Smrek Ján;1898-1982,básnik                               | des Ján Smrek, Dichter                                                                                | č. NKP: 506-2108/47 Stand des NKP: 2012-02-08 Name: HROB S NÁHROBNÍKOM                |
|      | Datei hochladen | Grab mit Grabstein(sk) ObjektID: 506-2108/48                           | Sklabinská cesta KG: Martin Konskr.Nr.:                  | Socháň Pavol;1862-1941,etnograf,publicista               | des Pavol Socháň, Ethnograph, Publizist                                                               | č. NKP: 506-2108/48 Stand des NKP: 2012-02-08 Name: HROB S NÁHROBNÍKOM                |
|      | Datei hochladen | Grab mit Grabstein(sk) ObjektID: 506-2108/49                           | Sklabinská cesta KG: Martin Konskr.Nr.:                  | Stodola Ivan;1888-1977,dramatik,lekár                    | des Ivan Stodola, Dramatiker, Arzt                                                                    | č. NKP: 506-2108/49 Stand des NKP: 2012-02-08 Name: HROB S NÁHROBKOM                  |
|      | Datei hochladen | Grabkreuz(sk) ObjektID: 506-2108/50                                    | Sklabinská cesta KG: Martin Konskr.Nr.:                  | zliatina;Šimko Anna                                      | der Anna Šimko                                                                                        | č. NKP: 506-2108/50 Stand des NKP: 2012-02-08 Name: KRÍŽ NÁHROBNÝ                     |
| ja   | Datei hochladen | Grab mit Grabstein(sk) ObjektID: 506-2108/51                           | Sklabinská cesta KG: Martin Konskr.Nr.:                  | Škultéty Jozef;1853 – 1949,jazykovedec,publi.            | des Jozef Škultéty, Linguist, Publizist                                                               | č. NKP: 506-2108/51 Stand des NKP: 2012-02-08 Name: HROB S NÁHROBKOM                  |
| ja   | Datei hochladen | Grab mit Grabstein(sk) ObjektID: 506-2108/52                           | Sklabinská cesta KG: Martin Konskr.Nr.:                  | Šoltésová-Maróthy Elena;1855-1939,spisovateľka           | der Elena Šoltésová-Maróthy, Schriftstellerin                                                         | č. NKP: 506-2108/52 Stand des NKP: 2012-02-08 Name: HROB S NÁHROBKOM                  |
|      | Datei hochladen | Grab mit Grabstein(sk) ObjektID: 506-2108/53                           | Sklabinská cesta KG: Martin Konskr.Nr.:                  | Štefunko Fraňo;1903-1974,sochár                          | des Fraňo Štefunko, Skulpteur                                                                         | č. NKP: 506-2108/53 Stand des NKP: 2012-02-08 Name: HROB S NÁHROBKOM                  |
|      | Datei hochladen | Kreuze, Gräber und Gitter(sk) ObjektID: 506-2108/54                    | Sklabinská cesta KG: Martin Konskr.Nr.:                  | zliatina,železo;Švehla Ján a Zuzana                      | des Paares Ján und Zuzana Švehla                                                                      | č. NKP: 506-2108/54 Stand des NKP: 2012-02-08 Name: KRÍŽE NÁHROBNÉ A MREŽA            |
|      | Datei hochladen | Grab mit Grabstein(sk) ObjektID: 506-2108/55                           | Sklabinská cesta KG: Martin Konskr.Nr.:                  | Textorisová Izabela;1866-1949,botanička                  | der Izabela Textorisová, Botanikerin                                                                  | č. NKP: 506-2108/55 Stand des NKP: 2012-02-08 Name: HROB S NÁHROBNÍKOM                |
|      | Datei hochladen | Grabstein mit Kreuz(sk) ObjektID: 506-2108/56                          | Sklabinská cesta KG: Martin Konskr.Nr.:                  | mramor;Thomka Ferdinand                                  | des Ferdinand Thomka                                                                                  | č. NKP: 506-2108/56 Stand des NKP: 2012-02-08 Name: NÁHROBNÍK S KRÍŽOM                |
| ja   | Datei hochladen | Grabstein mit Relief(sk) ObjektID: 506-2108/57                         | Sklabinská cesta KG: Martin Konskr.Nr.:                  | tuf, travertín, bronz;Thurzo Igor                        | des Igor Thurzo                                                                                       | č. NKP: 506-2108/57 Stand des NKP: 2012-02-08 Name: NÁHROBNÍK S RELIÉFOM              |
| ja   | Datei hochladen | Grab mit Grabstein(sk) ObjektID: 506-2108/58                           | Sklabinská cesta KG: Martin Konskr.Nr.:                  | Vajanský Svetozár Hurban;1847-1916,spisovateľ,politik    | des Svetozár Hurban Vajanský, Schriftsteller, Politiker                                               | č. NKP: 506-2108/58 Stand des NKP: 2012-02-08 Name: HROB S NÁHROBKOM                  |
|      | Datei hochladen | Grab mit Grabstein(sk) ObjektID: 506-2108/59                           | Sklabinská cesta KG: Martin Konskr.Nr.:                  | Váross Marián;1923-1988,historik umenia                  | des Marián Váross, Kunsthistoriker                                                                    | č. NKP: 506-2108/59 Stand des NKP: 2012-02-08 Name: HROB S NÁHROBKOM                  |
| ja   | Datei hochladen | Grab mit Grabstein(sk) ObjektID: 506-2108/60                           | Sklabinská cesta KG: Martin Konskr.Nr.:                  | Vlček Jaroslav;1860-1930,literárny historik              | des Jaroslav Vlček, Literaturhistoriker                                                               | č. NKP: 506-2108/60 Stand des NKP: 2012-02-08 Name: HROB S NÁHROBKOM                  |
|      | Datei hochladen | Grab mit Grabstein(sk) ObjektID: 506-2108/61                           | Sklabinská cesta KG: Martin Konskr.Nr.:                  | Hronský Jozef Cíger;1886-1960,spisovateľ                 | des Jozef Cíger-Hronský, Schriftsteller                                                               | č. NKP: 506-2108/61 Stand des NKP: 2012-02-08 Name: HROB S NÁHROBKOM                  |
| ja   | Datei hochladen | Grab mit Grabstein(sk) ObjektID: 506-2108/62                           | Sklabinská cesta KG: Martin Konskr.Nr.:                  | Hodža Milan;1878-1944,politik,štátnik                    | des Milan Hodža, Politiker, Staatsmann                                                                | č. NKP: 506-2108/62 Stand des NKP: 2012-02-08 Name: HROB S NÁHROBKOM                  |
|      | Datei hochladen | Grabstein mit Relief(sk) ObjektID: 506-2108/63                         | Sklabinská cesta KG: Martin Konskr.Nr.:                  | mramor;Igorko Michalec                                   | des Michalec Igorko                                                                                   | č. NKP: 506-2108/63 Stand des NKP: 2012-02-08 Name: NÁHROBNÍK S RELIÉFOM              |
| ja   | Datei hochladen | Kirche(sk) ObjektID: 506-568/1                                         | SNP nám. 1 Standort KG: Martin Konskr.Nr.: 4061          | r.k.sv.Martina;stredoveká nástenná maľba                 | römisch-katholische Kirche St. Martin, mittelalterliche Wandmalerei                                   | č. NKP: 506-568/1 Stand des NKP: 2012-02-08 Name: KOSTOL                              |
| ja   | Datei hochladen | Garten(sk) ObjektID: 506-568/2                                         | SNP nám. Standort KG: Martin Konskr.Nr.:                 |                                                          | | č. NKP: 506-568/2 Stand des NKP: 2012-02-08 Name: ZÁHRADA                             |
| BW   | Datei hochladen | Friedhof neben der Kirche und ehemalige Kirche(sk) ObjektID: 506-568/3 | SNP nám. Standort KG: Martin Konskr.Nr.:                 | skúmané;rotunda,karner,krypta,cintorín                   | untersucht, Rotunde, Karner, Krypta, Friedhof                                                         | č. NKP: 506-568/3 Stand des NKP: 2012-02-08 Name: CINTORÍN PRÍKOSTOLNÝ+KOSTOL ZÁKLADY |
| ja   | Datei hochladen | Glockenturm(sk) ObjektID: 506-568/4                                    | SNP nám. 1 Standort KG: Martin Konskr.Nr.: 4515          | murovaná;zvonica                                         | | č. NKP: 506-568/4 Stand des NKP: 2012-02-08 Name: ZVONICA                             |
| ja   | Datei hochladen | Gedenkvilla(sk) ObjektID: 506-2104/1                                   | Škultétyho ul. 18 Standort KG: Martin Konskr.Nr.: 478    | solitér,Škultéty Jozef;1853-1948,lit.hist.,správca MS    | für Jozef Škultéty, Literaturhistoriker                                                               | č. NKP: 506-2104/1 Stand des NKP: 2012-02-08 Name: VILA PAMÄTNÁ                       |
| ja   | Datei hochladen | Gedenktafel(sk) ObjektID: 506-2104/2                                   | Škultétyho ul. 18 Standort KG: Martin Konskr.Nr.: 478    | Škultéty Jozef;1853-1948,lit.hist.,správca MS            | für Jozef Škultéty, Literaturhistoriker                                                               | č. NKP: 506-2104/2 Stand des NKP: 2012-02-08 Name: TABUĽA PAMÄTNÁ                     |
| ja   | Datei hochladen | Denkmal(sk) ObjektID: 506-657/0                                        | Štefánikova ul. KG: Martin Konskr.Nr.:                   | slovenskí dobrovoľníci;štvorfigurálna plastika           | für die slowakischen Freiwilligen                                                                     | č. NKP: 506-657/0 Stand des NKP: 2012-02-08 Name: POMNÍK                              |
| ja   | Datei hochladen | Mehrfunktionshaus(sk) ObjektID: 506-580/0                              | Štefánikova ul. 1 Standort KG: Martin Konskr.Nr.: 997    | nárožný;Poľnobanka,Unibanka                              | Eckhaus, Poľnobanka, Unibank                                                                          | č. NKP: 506-580/0 Stand des NKP: 2012-02-08 Name: DOM POLYFUNKČNÝ                     |
| BW   | Datei hochladen | Mehrfunktionshaus(sk) ObjektID: 506-582/0                              | Štefánikova ul. 2 Standort KG: Martin Konskr.Nr.: 1012   | nárožný;Mestská sporiteľňa                               | Eckhaus, Stadtsparkasse                                                                               | č. NKP: 506-582/0 Stand des NKP: 2012-02-08 Name: DOM POLYFUNKČNÝ                     |
| BW   | Datei hochladen | Gedenkhaus(sk) ObjektID: 506-2107/0                                    | Štefánikova ul. 4 Standort KG: Martin Konskr.Nr.: 1013   | Vajanský S.H.;1847-1916                                  | für Svetozár Hurban-Vajanský                                                                          | č. NKP: 506-2107/0 Stand des NKP: 2012-02-08 Name: DOM PAMÄTNÝ                        |
| ja   | Datei hochladen | Gedenkbank(sk) ObjektID: 506-581/1                                     | Štefánikova ul. 9 Standort KG: Martin Konskr.Nr.: 1001   | nárožná;Tatra banka,Sporiteľňa                           | Eckhaus, Tatrabank, Stadtsparkasse                                                                    | č. NKP: 506-581/1 Stand des NKP: 2012-02-08 Name: BANKA PAMÄTNÁ                       |
| ja   | Datei hochladen | Gedenktafel(sk) ObjektID: 506-581/2                                    | Štefánikova ul. 9 Standort KG: Martin Konskr.Nr.: 1001   | Martinská deklarácia;október 1918                        | für die "Erklärung der slowakischen Nation"                                                           | č. NKP: 506-581/2 Stand des NKP: 2012-02-08 Name: TABUĽA PAMÄTNÁ                      |
| ja   | Datei hochladen | Statue(sk) ObjektID: 506-581/3                                         | Štefánikova ul. 9 Standort KG: Martin Konskr.Nr.: 1001   | alegória práce                                           | Allegorie der Arbeit                                                                                  | č. NKP: 506-581/3 Stand des NKP: 2012-02-08 Name: SOCHA-VSA                           |
| ja   | Datei hochladen | Statue(sk) ObjektID: 506-581/4                                         | Štefánikova ul. 9 Standort KG: Martin Konskr.Nr.: 1001   | Hermes;socha boha obchodu Merkúra                        | Hermes, Gott des Handels Merkur                                                                       | č. NKP: 506-581/4 Stand des NKP: 2012-02-08 Name: SOCHA-VSA                           |
| BW   | Datei hochladen | Pfarrhof(sk) ObjektID: 506-570/0                                       | Štefánikova ul. 13 Standort KG: Martin Konskr.Nr.: 1003  | ev.a.v.;Evanjelická fara                                 | evangelische Pfarrei                                                                                  | č. NKP: 506-570/0 Stand des NKP: 2012-02-08 Name: FARA                                |
| ja   | Datei hochladen | Schule(sk) ObjektID: 506-2089/0                                        | Štefánikova ul. 17 Standort KG: Martin Konskr.Nr.: 1006  | solitér;biblická škola,matičné gymnáz.                   | Bibelschule, Mütterschule                                                                             | č. NKP: 506-2089/0 Stand des NKP: 2012-02-08 Name: ŠKOLA                              |
| ja   | Datei hochladen | Gedenkhaus(sk) ObjektID: 506-2094/0                                    | Štefánikova ul. 38 Standort KG: Martin Konskr.Nr.: 1030  | Čajda Dlhopoľský Juraj;1844-1913,publicista,red.         | für Juraj Čajda Dlhopoľský, Publizist, Redakteur                                                      | č. NKP: 506-2094/0 Stand des NKP: 2012-02-08 Name: DOM PAMÄTNÝ                        |
| ja   | Datei hochladen | Gedenkverwaltungsgebäude(sk) ObjektID: 506-573/1                       | Štefánikova ul. 11 Standort KG: Martin Konskr.Nr.: 92    | solitér;1.sídlo Matice slovenskej                        | für den 1. Sitz der slowakischen ?                                                                    | č. NKP: 506-573/1 Stand des NKP: 2012-02-08 Name: BUDOVA ADMINISTRATÍVNA PAM.         |
| ja   | Datei hochladen | Gedenktafel(sk) ObjektID: 506-573/2                                    | Štefánikova ul. 11 Standort KG: Martin Konskr.Nr.: 92    | Matica slovenská                                         | für die slowakische ?                                                                                 | č. NKP: 506-573/2 Stand des NKP: 2012-02-08 Name: TABUĽA PAMÄTNÁ                      |
|      | Datei hochladen | Denkmal mit Statue(sk) ObjektID: 506-573/3                             | Štefánikova ul. KG: Martin Konskr.Nr.:                   | Vajanský S.H.;1847-1916                                  | für Svetozár Hurban-Vajanský                                                                          | č. NKP: 506-573/3 Stand des NKP: 2012-02-08 Name: POMNÍK SO SOCHOU                    |
|      | Datei hochladen | Garten(sk) ObjektID: 506-573/4                                         | Štefánikova ul. KG: Martin Konskr.Nr.:                   | matičná záhrada                                          | ?-Garten                                                                                              | č. NKP: 506-573/4 Stand des NKP: 2012-02-08 Name: ZÁHRADA                             |
| ja   | Datei hochladen | Gedenkvilla(sk) ObjektID: 506-2096/0                                   | Štefánikova ul. 66 Standort KG: Martin Konskr.Nr.: 1046  | Mudroň,Halaša,Pietor;1835-1914,1852-1913,1843-1906       | für Mudroň, Halaša und Pietor                                                                         | č. NKP: 506-2096/0 Stand des NKP: 2012-02-08 Name: VILA PAMÄTNÁ                       |
| ja   | Datei hochladen | Villa(sk) ObjektID: 506-591/0                                          | Štefánikova ul. 68 Standort KG: Martin Konskr.Nr.: 1047  | solitér;detské sanatórium,Kohútova vila                  | Kindersanatorium                                                                                      | č. NKP: 506-591/0 Stand des NKP: 2012-02-08 Name: VILA                                |
| BW   | Datei hochladen | Gedenkvilla(sk) ObjektID: 506-2090/0                                   | Thurzova ul. 15 Standort KG: Martin Konskr.Nr.: 437      | solitér,Šoltésová E.M.;1855-1939,spisovateľka            | für Elena Maróthy-Šoltésová, Schriftstellerin                                                         | č. NKP: 506-2090/0 Stand des NKP: 2012-02-08 Name: VILA PAMÄTNÁ                       |
| BW   | Datei hochladen | Verwaltungsgebäude(sk) ObjektID: 506-598/0                             | Thurzova ul. 16 Standort KG: Martin Konskr.Nr.: 442      | chodbová,solitér;generálne riaditeľstvo ZŤS Mar          | Generaldirektion ?                                                                                    | č. NKP: 506-598/0 Stand des NKP: 2012-02-08 Name: BUDOVA ADMINISTRATÍVNA              |
|      | Datei hochladen | Burg(sk) ObjektID: 506-2200/0                                          | KG: Priekopa Konskr.Nr.:                                 | skúmané čiastočne;Hrádok Attilov hrob                    | teilweise untersucht, Hunnen Grab                                                                     | č. NKP: 506-2200/0 Stand des NKP: 2012-02-08 Name: HRADISKO                           |
| ja   | Datei hochladen | Gedenkstätte(sk) ObjektID: 506-3221/0                                  | KG: Priekopa Konskr.Nr.:                                 | čsl.armádny zbor-boje;areál vojenských zbraní            | für die tschechische Armee, Gelände mit militärischen Waffen                                          | č. NKP: 506-3221/0 Stand des NKP: 2012-02-08 Name: MIESTO PAMÄTNÉ                     |
|      | Datei hochladen | Burg(sk) ObjektID: 506-2199/0                                          | KG: Priekopa Konskr.Nr.:                                 | neskúmané;Hradište,Hrádok                                | nicht untersuchte Höhenburg                                                                           | č. NKP: 506-2199/0 Stand des NKP: 2012-02-08 Name: HRADISKO                           |
| ja   | Datei hochladen | Soldatenfriedhof(sk) ObjektID: 506-679/1                               | Standort KG: Priekopa Konskr.Nr.:                        | padlí v SNP;747 vojakov+partizánov                       | für die Opfer des Nationalaufstandes, Soldaten und Partisanen                                         | č. NKP: 506-679/1 Stand des NKP: 2012-02-08 Name: CINTORÍN PAMÄTNÝ VOJENSKÝ           |
| ja   | Datei hochladen | Relief(sk) ObjektID: 506-679/2                                         | Standort KG: Priekopa Konskr.Nr.:                        | figurálny;Legenda o práci a boji                         | figürlich, Legende von Arbeit und Kampf                                                               | č. NKP: 506-679/2 Stand des NKP: 2012-02-08 Name: RELIÉF                              |
| ja   | Datei hochladen | Denkmal(sk) ObjektID: 506-679/3                                        | KG: Priekopa Konskr.Nr.:                                 | partizán;socha partizána                                 | für den Partisan                                                                                      | č. NKP: 506-679/3 Stand des NKP: 2012-02-08 Name: POMNÍK                              |
| ja   | Datei hochladen | Kirche(sk) ObjektID: 506-617/0                                         | Priekopská ul. Standort KG: Priekopa Konskr.Nr.: 2005    | r.k.sv.Povýšenia sv.Kríža;Kostol katolícky, "kaplnka"    | römisch-katholische Kirche Erhöhung des Heiligen Kreuzes                                              | č. NKP: 506-617/0 Stand des NKP: 2012-02-08 Name: KOSTOL                              |
| ja   | Datei hochladen | Denkmal mit Büste(sk) ObjektID: 506-697/0                              | KG: Záturčie Konskr.Nr.:                                 | Kalinčiak Ján;1822-1871,spisovateľ                       | für den Schriftsteller Ján Kalinčiak                                                                  | č. NKP: 506-697/0 Stand des NKP: 2012-02-08 Name: POMNÍK S BUSTOU                     |
| BW   | Datei hochladen | Park(sk) ObjektID: 506-11426/2                                         | Hlboká ul. Standort KG: Záturčie Konskr.Nr.:             | park                                                     | | č. NKP: 506-11426/2 Stand des NKP: 2012-02-08 Name: PARK                              |
|      | Datei hochladen | Allee(sk) ObjektID: 506-11426/3                                        | Hlboká ul. KG: Záturčie Konskr.Nr.:                      | lipová,zmiešaná;alej                                     | | č. NKP: 506-11426/3 Stand des NKP: 2012-02-08 Name: ALEJA                             |
| ja   | Datei hochladen | Schloss(sk) ObjektID: 506-11426/1                                      | Hlboká ul. 3 Standort KG: Záturčie Konskr.Nr.: 1856      | Reichlovský kaštieľ                                      | Herrenhaus Reichlov                                                                                   | č. NKP: 506-11426/1 Stand des NKP: 2012-02-08 Name: KAŠTIEĽ                           |

## Legende
Die Tabelle enthält im Einzelnen folgende Informationen:
| Foto:                    | Fotografie des Denkmals. |
| Denkmal / č. ÚZPF:       | Die Übersetzung der Bezeichnung des Denkmals, wie sie vom Slowakischen Denkmalamt (Pamiatkový úrad Slovenskej republiky) verwendet wird. Die Originalbezeichnung ist unter dem Fragezeichen angegeben. Fehlt die Übersetzung, so wird die Originalbezeichnung direkt angezeigt. Weiters ist die Objekt-Identifikationsnummer (Objekt ID) angeführt. Sie ist die offizielle, in der Slowakei eindeutige Nummer č. ÚZPF inklusive der zugehörigen Zählnummer, wie sie in den Daten des Denkmalamtes angegeben wird. Da diese nur innerhalb eines Landkreises gezählt wird, ist dessen Nummer der Denkmalnummer vorangestellt. |
| Standort:                | Wenn in der Liste vorhanden, ist die Adresse angegeben. In Klammern kann sich noch eine zusätzliche Adresse befinden, wenn es beispielsweise ein Eckhaus ist. Bei freistehenden Objekten ohne Adresse (zum Beispiel bei Bildstöcken) ist eine Adresse angegeben, die in der Nähe des Objekts liegt. Durch Aufruf des Links Standort wird die Lage des Denkmals in verschiedenen Kartenprojekten angezeigt. Darunter sind die Katastralgemeinde (KG) und, wenn vorhanden, die Konskriptionsnummer (Konskr. Nr.) angegeben.                                                                                                   |
| Offizielle Beschreibung: | Es ist die Kurzbeschreibung auf Slowakisch, wie sie in den offiziellen Listen angegeben ist, eingetragen. |
| Beschreibung:            | Kurze Angaben zum Denkmal auf Deutsch. |
| Metadaten:               | Zusätzlich werden, wenn in den persönlichen Einstellungen das Helferlein Dauerhaftes Einblenden von Metadaten aktiviert ist, ebensolche angezeigt. |

- Karte mit allen Koordinaten:
- OSM |
- WikiMap